# Dekanat prużański
Dekanat prużański – jeden z 7 dekanatów diecezji pińskiej na Białorusi. W jego skład wchodzi 13 parafii. 

## Historia
W 1938 roku dekanat składał się z 9 parafii. Pięciu obecnych parafii dekanatu:
- parafii Wniebowzięcia Najświętszej Maryi Panny w Prużanie
- parafii w Berezie Kartuskiej
- parafii w Siehniewiczach
- parafii w Sielcach
- parafii w Szereszewie

oraz:
- parafii w Kiwatyczach
- parafii w Niepomucenach
- parafii w Olszewie
- parafii wojskowej śś. Piotra i Pawła w Prużanie

## Lista parafii
| Lp. | Miejscowość / parafia                                           | Proboszcz / administrator   | Kościół                                                             | Zdjęcie |
| --- | --------------------------------------------------------------- | --------------------------- | ------------------------------------------------------------------- | ------- |
| 1   | Prużana Parafia Wniebowzięcia Najświętszej Maryi Panny          |                             | Kościół Wniebowzięcia Najświętszej Maryi Panny w Prużanie           |         |
| 2   | Bereza Parafia Trójcy Świętej                                   | ks. Włodzimierz Buklarewicz | Kościół Trójcy Świętej w Berezie                                    |         |
| 3   | Iwacewicze Parafia śś. Apostołów Piotra i Pawła                 |                             | Kościół śś. Apostołów Piotra i Pawła w Iwacewiczach                 |         |
| 4   | Kosów Poleski Parafia Trójcy Przenajświętszej                   |                             | Kościół Trójcy Przenajświętszej w Kosowie                           |         |
| 5   | Łysków Parafia Trójcy Świętej                                   |                             | Kościół Trójcy Świętej w Łyskowie                                   |         |
| 6   | Różana Parafia Trójcy Świętej                                   |                             | Kościół Trójcy Świętej w Różanie                                    |         |
| 7   | Siehniewicze Parafia Opieki Najświętszej Maryi Panny Różańcowej |                             | Kościół Opieki Najświętszej Maryi Panny Różańcowej w Siehniewiczach |         |
| 8   | Sielec Parafia św. Aleksego                                     |                             | Kościół św. Aleksego w Sielcu                                       |         |
| 9   | Szereszów Parafia Trójcy Przenajświętszej                       | ks. Jacek Dubicki CM        | Kościół Trójcy Przenajświętszej w Szereszowie                       |         |
| 10  | Wielkie Sioło Parafia św. Michała Archanioła                    |                             | Kościół św. Michała Archanioła w Wielkim Siole                      |         |
| 11  | Białooziersk Parafia Najświętszej Maryi Panny Różańcowej        |                             | Kościół Najświętszej Maryi Panny Różańcowej w Białooziersku         |         |
| 12  | Wolka Parafia Podwyższenia Krzyża Świętego                      |                             | Kościół Podwyższenia Krzyża Świętego w Wolce                        |         |
| 13  | Przedzielsk Parafia Miłosierdzia Bożego                         |                             | Kościół Miłosierdzia Bożego w Przedzielsku                          |         |